# Josip Filipović

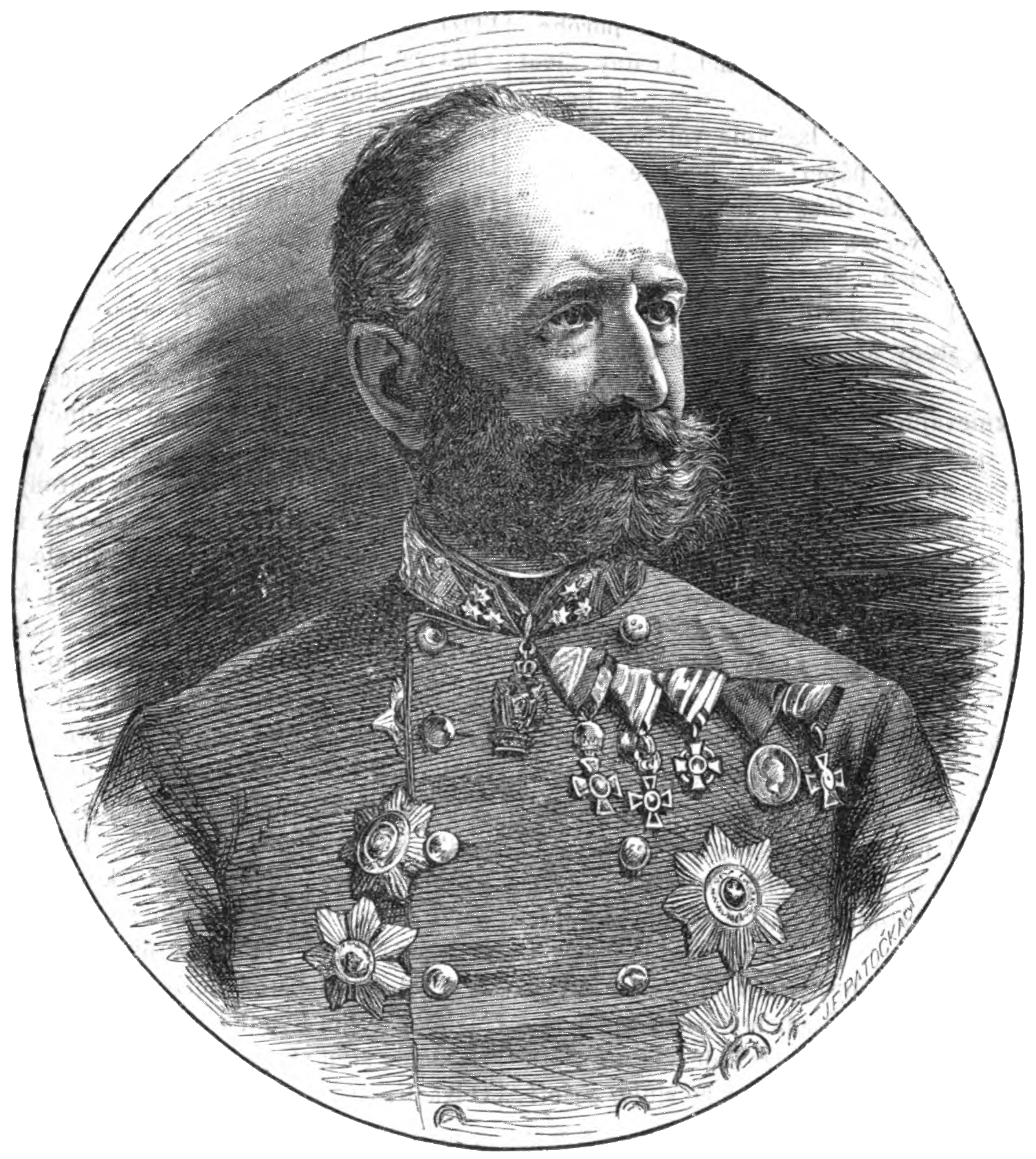
Josip Filipović (por Josef Mukařovský, 1878).

Josip Filipović, Freiherr (Barón) von Philippsberg, también Josef von Philippovich o Joseph Philippovich (abril de 1818 - 6 de agosto de 1889), fue un general austrohúngaro (Feldzeugmeister).

## Biografía
Filipović nació en la ciudad de la Frontera Militar de Gospić, entonces en el Imperio austríaco. Se unió al Ejército austríaco en 1836 y se convirtió en mayor en 1848. Luchó a las órdenes de Josip Jelačić en Hungría, ayudando a sofocar las Revoluciones de 1848.
Pasó a ser coronel y comandante del 5.º regimiento de frontera en 1857, y obtuvo victorias en la batalla de Solferino en 1859 y en la guerra austro-prusiana en 1866. En cierto momento fue comandante de la división vienesa y durante un corto periodo fue promovido de general a coronel general.
En 1859 pasó a ser mayor general y luchó con el 6.º cuerpo en Italia, por lo cual fue recompensado con el título hereditario de Freiherr. Entre 1865 y 1869 fue gobernador de Dalmacia y en 1866 luchó en la campaña bohemia con el 2.º cuerpo.
Filipović ascendió más en las filas, estacionado en Viena, Tirol, Vorarlberg y Brno, donde fue hecho Feldzeugmeister en enero de 1874. En junio de 1874, se convirtió en el comandante del ejército en Bohemia, un puesto que mantendría hasta su muerte.
En julio de 1878 comandó las tropas que invadieron Bosnia y Herzegovina. Después de tres meses de combate sus tropas capturaron Sarajevo el 19 de agosto, que entonces se convirtió en la capital. La ocupación de Herzegovina fue asignada a su subordinado Feldmarschalleutnant Stjepan Jovanović. Retornó a Viena en 1880 y a Praga en 1882.
Filipović murió en Praga (entonces en el Imperio austrohúngaro, ahora en la República checa). Por sus méritos recibió la Cruz de Comandante de la Orden de María Teresa en 1879.